# Medaille „Für den Schutz der Staatsgrenze der UdSSR“

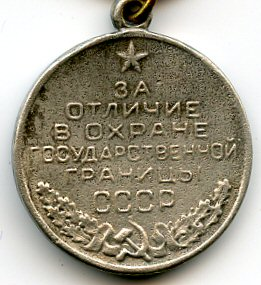
Revers

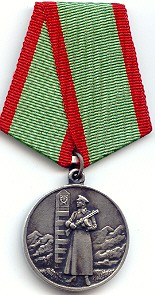
Avers

Die Medaille „Für den Schutz der Staatsgrenze der UdSSR“ (russisch Медаль «За отличие в охране государственной границы СССР») war eine Auszeichnung der ehemaligen Sowjetunion, welche am 13. Juli 1950 in einer Stufe gestiftet wurde. Die Verleihung der Medaille erfolgte an Angehörige des sowjetischen Grenzschutzes für selbstlosen und tapferen Einsatz bei etwaigen Grenzverletzungen, für militärische Führungsqualitäten hinsichtlich der Unverletzlichkeit der Staatsgrenzen sowie für Verdiente um den Aufbau und der Organisation der Staatsgrenze.
Die 32 mm durchmessende versilberte Medaille zeigt auf ihrem Avers eine hügelige Landschaft, einen Grenzpfahl sowie einen Grenzsoldaten, der in seinen Händen eine RPD hält. Das Revers der Medaille zeigt dagegen innerhalb zweier gekreuzter Zweige, von denen der linke aus Eichenblättern und der rechte aus Lorbeerblättern besteht, einen Grenzpfahl mit russischen Wappen. Dieser Pfahl wird von zwei diagonal gekreuzten Waffen in Form eines Gewehres sowie eines Degens zum Teil überlagert. Getragen wurden die Medaille an der linken Brustseite des Beliehenen an einer pentagonalen grüne Spange dessen Saum rot ist. Die Interimspange ist von gleicher Beschaffenheit. Es wurden 67.520 Medaillen verliehen. Eine erhielt am 6. Januar 1970 der Minister für Staatssicherheit Erich Mielke.